# Kristianstads nation
Kristianstads nation är en av 13 studentnationer vid Lunds universitet. Nationen är som en av tolv nationer medlem i Studentlund-samarbetet.

## Historia
Studenter från Kristianstad och Göingebygden var länge medlemmar i Skånska nationen, men denna delades 1889 i Lunds, Malmö, Helsingborg-Landskronas, Ystads (numera Sydskånska) och Kristianstads nationer. Det ursprungliga upptagningsområdet för Kristianstads nation utgörs av Kristianstads, Hässleholms, Osby, Östra Göinge, Bromölla, Höörs och Hörby kommuner, men idag är den geografiska uppdelningen mellan nationerna till stora delar upphävd. 

## Nationshus
Sedan 1957 har Kristianstads nation sitt eget nationshus kallat Snapphanegården på Tornavägen 7. Huset karaktäriseras av de ljusblå balkongerna med vita prickar, men även av volleybollplanen samt poolen på framsidans innergård. Överlag är nationshuset väl underhållet, och det finns även långtgående planer inom nationen att genomföra en utbyggnad, för att öka nations verksamhetslokal samt för att kunna erbjuda fler bostäder till nationens medlemmar. 
Huset utgör en egen stiftelse med en egen husstyrelse, där nationens qurator är ledamot ex officio, tillsammans med inspector som är ordförande och proinspectorerna som är vice ordföranden. I övrigt utgörs styrelsen av huskassör, husnotarie, husförmän samt hyresgästrepresentanter. 

## Verksamheten

### Quratel
Det dagliga arbetet på nationen utförs av dess Quratel, som i dagsläget består av två heltidsarvorderade studenter och fyra ideellt arbetande studenter. 
Quratorn är heltidsarvorderad, och är nationens främsta verkställande person, med ansvar för att bland annat leda quratelets arbete samt representera nationen gentemot externa aktörer.
Proqurator ekonomi är också heltidsarvorderad, och är Quratorns ställföreträdare med särskilt ansvar för den löpande ekonomiska förvaltningen. 
Proqurator social är ansvarig för inköp tillsammans med nationens källarmästare, och har även personalansvar samt ansvar för nationens verksamhetslokaler. 
PR-chefen är ansvarig för nationens grafiska profil samt all marknadsföring och övrig PR.
Notarien är ansvarig för inskrivningen av nya medlemmar samt den interna kommunikationen på nationen.
Källarmästaren är primärt ansvarig för dryckesutbudet och inventeringen av lager, och arbetar tätt samman med proqurator social.

### Inspectorat
Inspectoratet utgörs av inspectorn och nationens två proinspectorer. Deras uppgift är att bistå nationen med sin erfarenhet, samt att i viss mån även representera den. Inspectorn är alltid professor vid universitetet, medan proinspectorerna främst kommer från yrkeslivet.

### Seniorskollegium
Seniorskollegiet, eller seniors i dagligt tal, utgör nationens styrelse och har ansvar för de långsiktiga frågorna, tillsammans med det ekonomiska ansvaret. Det utgörs av inspector, proinspectorer, qurator, seniorsnotarie samt sju seniorsledamöter. Ständigt adjungerade är övrigt quratel samt förutvarande qurator och proqurator ekonomi. Seniorerna utser inom sig själva talesperson och vice talesperson som representerar seniorskollegiet på nationsmötena. Ordförande är inspector, och vid förfall proinspector. 

### Förmän
Förmännen, tidigare chefstjänstemän, arbetar ideellt med nationens utskott, t.ex. lunch, pub, sittning, klubb och brunch. Utöver det finns det även mer specifika poster, som arkivförman, NATU-förman, tandemgeneraler och designförman, för att nämna några. Som förman får man en rad förmåner, bland annat rabatterade priser, grönt kort som ger gratis inträde på alla nationsklubbar, och möjlighet att ansöka om nationsstipendier. Till sin hjälp har de jobbare.
Alla ovan förtroendevalda väljs på nationsmötet, som är nationens högst beslutande organ. För vissa poster, företrädesvis quratelet, finns det i stadgarna formkrav på hur länge man måste ha varit medlem för att vara valbar. Nationsmötet väljer också hedersledamöter efter förslag från seniorskollegiet. 

### Spex
Kristianstads nation har sedan 1985 ett spex vid namn Krischanstaspääxet, som håller föreställningar i nationens Gillestuga höst och vår. Under sommaren repeterar man på nationen, och har sedan föreställningarna på Tivoliteatern i Kristianstad, ett uppskattat fenomen bland stadens invånare. 

### Snapphanefesten
Kristianstads nations årliga stora bal heter Snapphanefesten; där hålls nationens ordenskapitel. Nationens ordensfärger är blått, gult och rött hämtades från Kristianstads stads- och länsvapen. Ordensvapnet är H. M:t Ursnapphanen hållande ett snapplåsgevär. Årligen sedan 1926, på ordenskapitlet, väntas Hans Majestät Ursnapphanen, ”konung av Kristianstad, hertig av Villands, Östra och Västra Göinge samt Gärds och Frosta härader” infinna sig. Hittills har man dock väntat förgäves.
Ordenskapitlet är humoristiskt och väl genomtänkt, och följer i stort sett samma traditioner idag som 1926. Ordenskapitlet är en tydlig parodi på såväl riksdagens högtidliga öppnande, i dess form innan 1975, som på statsordnarna. Till traditionen hör bland annat att alla Svennar och Möer får avlägga en trohetsed, att Riddarna får epitet, och att de högre graderna får en sång i samband med tilldelningen. 
Snapphaneorden har också två stycken dotterloger; Kronlogen i Kristianstad, samt Christian IV:s loge i Köpenhamn. Som kuriosa kan också nämnas att två av flottans båtar med namnet HMS Snapphanen bägge har tilldelats storkorset, som prytt respektive båts mäss. 
Snapphaneorden har sex grader, som är som följer:
1. Sven, som tilldelas manliga medlemmar, alternativt Mö, som tilldelas kvinnliga medlemmar. Ordenstecknet utgörs av ordensbandet att bära från höger axel till vänster höft, där ett gyllene ägg hänger, för män, medan kvinnor bär ordensbandet i en rosett på bröstet, med det gyllene ägget hängande där.
2. Riddare, med samma medalj för såväl manliga som kvinnliga medlemmar, som utgörs av en medaljong föreställande H. M:t Ursnapphanen helt i guld, hängande i ordensbandet och anbringas på vänstra bröstet.
3. Kommendör av andra klassen, vars medalj utgör ett ordenskors föreställande H. M:t Ursnapphanen med ordens färger i bakgrunden. Manliga medlemmar bär den som halskors och kvinnliga medlemmar bär den på bröstet i band.
4. Kommendör av första klassen, vars medalj utgör ett ordenskors liknande kommendör av andra klassen, bortsett från att den bärs direkt på bröstet.
5. Kommendör av storkorset, som tilldelas Qurator, Inspector, Proinspector samt hedersledamöter, och bärs på bröstet. Dessa tilldelas även ett band liknande det Svennarna tilldelas, men bredare.
6. Kommendör av storaste storkorset, som tilldelas Inspector, tillika ordens stormästare, helt i silver. Stormästaren bär dessutom två ägg till sitt ordensband, istället för ett.

## Inspectorer
Nuvarande inspector är Charlotta Johnsson, rektor vid Campus Helsingborg och professor i reglerteknik vid Lunds universitet.